# Battery Energy Drink

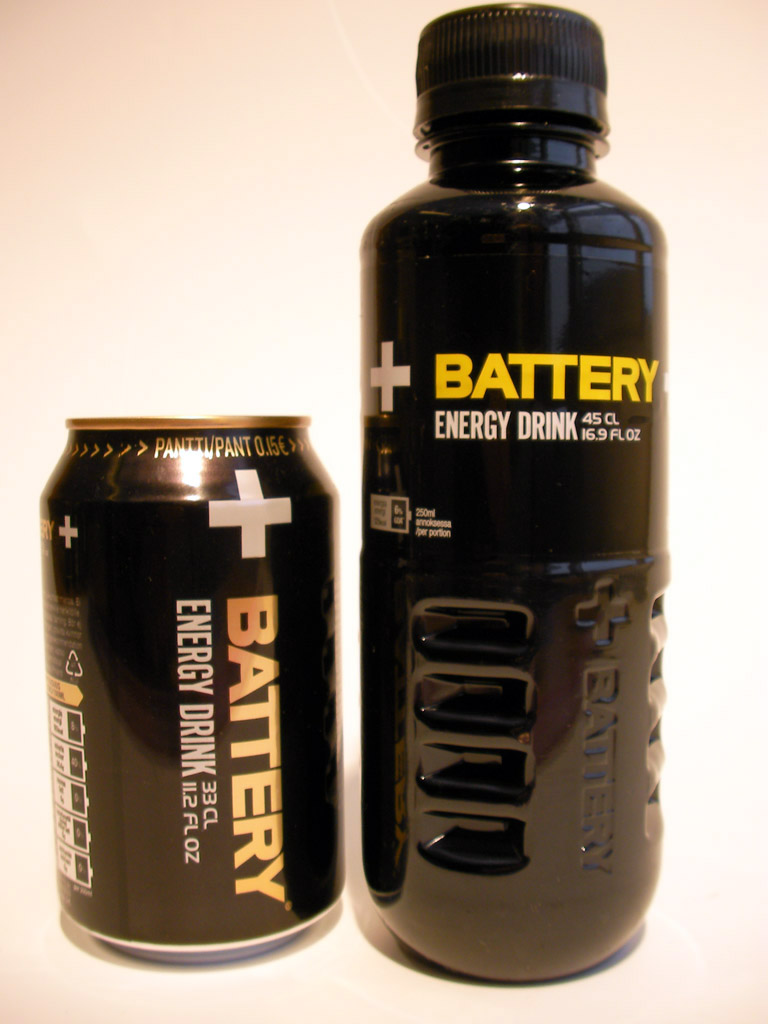
Canette et bouteille de Battery Energy Drink.

Battery Energy Drink est une marque de boisson énergisante vitaminée finlandaise.

## Historique
La boisson Battery a été créée en 1997 en Finlande et est distribuée dans 40 pays. Une plateforme de distribution internet a également été créée en 2011 et rend ainsi disponible le produit dans tous les pays du monde.
Battery est produite et commercialisée par la brasserie finlandaise Sinebrychoff, membre du groupe Carlsberg. Elle est dans son pays d’origine la boisson énergisante la plus vendue en volume.[réf. souhaitée]

## Promotion
La canette ainsi que le nom de la boisson évoquent une pile électrique, le concept étant d’affirmer le côté énergisant de la boisson. Le slogan de Battery est Keeps You Going littéralement « Vous permet de continuer à avancer ».

## Ingrédients
Battery contient de la maltodextrine, de la caféine, de la taurine, du sucre, du guarana et des vitamines B.
La caféine contenue dans une canette de Battery est l’équivalent de celle d’une grande tasse de café.
Battery est souvent utilisée par les personnes ayant besoin d'un surplus d'énergie comme les cadres d'entreprises et les sportifs. Les noctambules apprécient également ses qualités énergisantes.